# Dawid Nilsson i Fanom
Dawid Nilsson i Fanom, död  1 juni 1675 i Torsåker, var en svensk som blev avrättad för häxeri. Han var en av de som avrättades i Sveriges största häxprocess, häxprocessen i Torsåker, under det stora oväsendet.
Nio män dömdes till döden under häxprocessen i Torsåker. Av dessa var sex pojkar som dömdes för att ha rest till Blåkulla med sina mödrar. Endast tre av männen dömdes för sitt eget handlade och räknades som fullvuxna: David Nilsson i Fanom, Nils Johansson i Kärvsta och Erik Jonsson i Blästa. Davids ålder anges inte i protokollet, men han var gift och hade tre barn och tilltalades som fullvuxen och inte som en pojke. 
David anklagades inte för att ha fört barn till Blåkulla, men många av de barn som hade förts till Blåkulla av kvinnliga häxor påstod sig ha sett honom där. han uppges ha ätit, druckit och dansat i Blåkulla. Han var också den enda av männen som anklagades för att ha använt sig av förbannelser. 
Grannpojken Olle uppgav att David hade klagat över att de andra dansade för snabbt i Blåkulla. Flera andra barn vittnade om att David dansade bak-och-fram i Blåkulla, och att han hade ”virvlat och ropat: Nyttjen benen! Nyttjen benen så länge vi är här!” 
Barnen sade att David hade givit dem mat från ”en hustru Elisabetta med ett krokigt finger”, och att han hade tvingat dem att läsa  förbannelser över måne, sol, syster och bror. 
När rätten frågade om det fanns fler vittnen mot David, kommenterade han själv: ”Han svarade att alla barnen i socknen vittnar mot honom”.
Han var en av de 71 personer som avrättades under häxprocessen i Torsåker, som var den största häxprocessen i Sveriges historia. Avrättningen ägde rum genom halshuggning och bränning.